# パティシオーレ
パティシオーレ（PATISSIOLLE）はコカ・コーラ社初のチルド飲料のブランド。由来は、菓子職人＝パティシエと、牛乳＝オーレの2つのフランス語を組み合わせた造語。

## 概要
2007年5月に、東京都内（町田市を除く）のセブンイレブンで先行で「カフェオーレ」「ショコラカフェ」の2商品が発売された。のちに販売地域は拡大されたが、全国展開には至らず、同年後半期に販売終了した。

## コンセプト
20-30代の女性をメインターゲットにした、これまでにない新しいタイプの「デザートコーヒー」ブランドを目指し、コカ・コーラ社とパティシエ世界チャンピオン・和泉光一とのコラボレーションにより開発された。

## 容器の特徴
業界初となるチルド飲料用の「アルミカップ容器」を採用。（開発は昭和電工パッケージング株式会社。）容器内への酸素透過性の抑制、紫外線の遮断などの機能を持ち、味覚および品質の保持に役立ち、出来立ての美味しさを提供。18面体のカップのシェイプは、女性にも持ちやすく、デザインはデザートをショーケースで見ているときにワクワクするような美味しさ感を表現するために、大胆なシズルカットとデザートの包み紙をモチーフ。また、オーバーキャップ（上蓋）はフレーバーごとに色を変え、今までにない斬新なデザインで店頭でのアイキャッチを高めている。